# 레오니드 코간
레오니트 보리소비치 코간(우크라이나어: Leonid Borisovich Kogan, 1924년 11월 24일 ~ 1982년 11월 17일)은 소련의 바이올리니스트이다.

## 생애
예카테리노슬라프에서 사진가의 아들로 태어났다. 어려서부터 바이올린에 재능을 보여 그의 부모는 모스크바로 이주했다. 1934년부터 코간은 모스크바 중구 음악학교에 다녔고 1936년 모스크바를 방문한 프랑스의 바이올리니스트 자크 티보는 코간의 연주를 듣고 장차 대성할 것이라고 극찬했다. 1941년 코간은 모스크바 필하모니 교향악단과의 협연에서 브람스의 바이올린 협주곡을 연주해 성공을 거두었다. 1943년부터 5년간 모스크바 음악원에서 공부했고 1947년에는 프라하 세계 청년 음악제에서 준우승, 1951년에는 브뤼셀에서 열린 엘리자베트 국제 음악 콩쿠르에서 파가니니의 협주곡을 연주해 우승했다(당시 심사위원장은 자크 티보였다). 1952년부터 모스크바 음악원에서 교편을 잡았고 이탈리아 시에나의 Academia Chigiana에서 학생들을 가르쳤다. 레오니트 코간은 1982년 아들 파벨과 연주 여행을 하던 도중 기차 안에서 심장 발작을 일으켜 모스크바주 미티시에서 사망했다.

## 가족
코간은 피아니스트 예밀 길렐스의 여동생이자 바이올리니스트인 엘리자베타와 결혼했다.
- 아들 파벨 코간(1952년생) - 지휘자
  - 손자 드미트리 코간(1978년생) - 바이올리니스트
  - 손녀 빅토리아 코간 - 피아니스트
- 딸 니나 코간(1954년생) - 피아니스트

## 참고 문헌
- 조홍근, 《세계명곡해설대전집》, 진현서관, 1978, p.281~282